# جک هارتمن (دوچرخه‌سوار)
جک هارتمن (انگلیسی: Jack Hartman؛ زادهٔ ۲۳ آوریل ۱۹۳۷) دوچرخه‌سوار اهل ایالات متحده آمریکا است. وی در بازی‌های المپیک تابستانی ۱۹۶۰ شرکت کرده است.